# Paris-Roubaix 1948
Paris-Roubaix 1948 a fost a 46-a ediție a Paris-Roubaix, o cursă clasică de ciclism de o zi din Franța. Evenimentul a avut loc pe 4 aprilie 1948 și s-a desfășurat pe o distanță de 246 de kilometri de la Paris până la velodromul din Roubaix. Câștigătorul a fost Rik Van Steenbergen din Belgia.

## Rezultate
| Loc | Ciclist                   | Timp       |
| --- | ------------------------- | ---------- |
| 1   | Rik Van Steenbergen (BEL) | 5h 35' 31" |
| 2   | Émile Idée (FRA)          | +0' 00"    |
| 3   | Georges Claes (BEL)       | +0' 16"    |
| 4   | Adolf Verschueren (BEL)   | +0' 16"    |
| 5   | Fiorenzo Magni (ITA)      | +0' 16"    |
| 6   | Gildo Monari (ITA)        | +0' 16"    |
| 7   | Marcel Rijckaert (BEL)    | +0' 37"    |
| 8   | Adolfo Leoni (ITA)        | +0' 43"    |
| 9   | André Mahé (FRA)          | +0' 43"    |
| 10  | Roger Gyselinck (BEL)     | +0' 43"    |